# Юниорский тур ITF
Юниорский тур ITF — высший дивизион теннисных соревнований среди игроков, не достигших 18-летнего возраста.

## Общая информация
Соревнование основано в 1977 году и тогда включало в себя лишь девять турниров; спустя 32 года календарь разросся до 358 соревнований, проводящихся в 118 странах мира.
В том же 1977 году впервые введен юниорский рейтинг, считавшийся по девяти лучшим соревнованиям. Спустя год, по аналогии с взрослыми профессиональными турами, первые ракетки рейтинга у юношей и девушек по итогам года стали признаваться чемпионами мира ITF. Первыми этого престижного титула были удостоены два представителя Чехословакии — Иван Лендл и Гана Мандликова.
В 1983 году швед Стефан Эдберг стал первым в истории тура теннисистом, который за год смог выиграть четыре турнира Большого шлема в одном разряде и завоевать Большой шлем.
Неоднократно теннисисты, возглавлявшие юниорский рейтинг и выигрывавшие турниры Большого шлема в этой возрастной категории позже становились лучшими и во взрослом теннисе. Среди них такие теннисисты как Пат Кэш, Ги Форже, Хавьер Санчес, Томас Энквист, Марсело Риос, Роджер Федерер, Энди Роддик, Зина Гаррисон, Габриэла Сабатини, Наталья Зверева, Мартина Хингис, Амели Моресмо, Кара Блэк, Лариса Савченко и Виктория Азаренко.

## Градации турниров
Статус соревнований юниорского тура не одинаков: все турниры разделены на несколько категорий: на соревнования категорий A и 1-5 могут заявляться теннисисты представляющие любую страну мира, на соревнований категории B — только теннисисты из местного региона планеты (это может быть как первенство страны, так и первенство целой части света), категория C зарезервирована за командными соревнованиями.

### Основные очки
| Очки за одиночные соревнования | Очки за одиночные соревнования | Очки за одиночные соревнования | Очки за одиночные соревнования | Очки за одиночные соревнования | Очки за одиночные соревнования | Очки за одиночные соревнования |
| Статус \ Раунд турнира         | П                              | Ф                              | 1/2                            | 1/4                            | 1/8                            | 1/16                           |
| ------------------------------ | ------------------------------ | ------------------------------ | ------------------------------ | ------------------------------ | ------------------------------ | ------------------------------ |
| GA                             | 250                            | 180                            | 120                            | 80                             | 50                             | 30                             |
| G1                             | 150                            | 100                            | 80                             | 60                             | 30                             | 20                             |
| G2                             | 100                            | 75                             | 50                             | 30                             | 20                             | -                              |
| G3                             | 60                             | 45                             | 30                             | 20                             | 15                             | -                              |
| G4                             | 40                             | 30                             | 20                             | 15                             | 10                             | -                              |
| G5                             | 30                             | 20                             | 15                             | 10                             | 5                              | -                              |
| GB1                            | 180                            | 120                            | 80                             | 60                             | 30                             | 20                             |
| GB2                            | 120                            | 80                             | 60                             | 40                             | 25                             | 10                             |
| GB3                            | 80                             | 50                             | 30                             | 15                             | 5                              | -                              |

| Очки за парные соревнования | Очки за парные соревнования | Очки за парные соревнования | Очки за парные соревнования | Очки за парные соревнования | Очки за парные соревнования |
| Статус \ Раунд турнира      | П                           | Ф                           | 1/2                         | 1/4                         | 1/8                         |
| --------------------------- | --------------------------- | --------------------------- | --------------------------- | --------------------------- | --------------------------- |
| GA                          | 180                         | 120                         | 80                          | 50                          | 30                          |
| G1                          | 100                         | 75                          | 50                          | 30                          | 20                          |
| G2                          | 75                          | 50                          | 30                          | 20                          | -                           |
| G3                          | 50                          | 30                          | 20                          | 15                          | -                           |
| G4                          | 30                          | 20                          | 15                          | 10                          | -                           |
| G5                          | 20                          | 15                          | 10                          | 5                           | -                           |
| GB1                         | 120                         | 80                          | 60                          | 30                          | 20                          |
| GB2                         | 80                          | 60                          | 40                          | 25                          | 10                          |
| GB3                         | 50                          | 30                          | 15                          | 5                           | -                           |

### Бонусы
| Очки за Олимпиаду, Трофей Бонфильо и Orange Bowl | Очки за Олимпиаду, Трофей Бонфильо и Orange Bowl | Очки за Олимпиаду, Трофей Бонфильо и Orange Bowl | Очки за Олимпиаду, Трофей Бонфильо и Orange Bowl | Очки за Олимпиаду, Трофей Бонфильо и Orange Bowl | Очки за Олимпиаду, Трофей Бонфильо и Orange Bowl | Очки за Олимпиаду, Трофей Бонфильо и Orange Bowl |
| Турниры \ Раунд                                  | П                                                | Ф                                                | 1/2                                              | 1/4                                              | 1/8                                              |                                                  |
| ------------------------------------------------ | ------------------------------------------------ | ------------------------------------------------ | ------------------------------------------------ | ------------------------------------------------ | ------------------------------------------------ | ------------------------------------------------ |
| Одиночные                                        | 62,5                                             | 45                                               | 30                                               | 20                                               | 12,5                                             |                                                  |
| Парные                                           | 45                                               | 30                                               | 20                                               | 12,5                                             | 7,5                                              |                                                  |

| Очки за турниры Большого шлема | Очки за турниры Большого шлема | Очки за турниры Большого шлема | Очки за турниры Большого шлема | Очки за турниры Большого шлема | Очки за турниры Большого шлема | Очки за турниры Большого шлема |
| Турниры \ Раунд                | П                              | Ф                              | 1/2                            | 1/4                            | 1/8                            |                                |
| ------------------------------ | ------------------------------ | ------------------------------ | ------------------------------ | ------------------------------ | ------------------------------ | ------------------------------ |
| Одиночные                      | 125                            | 90                             | 60                             | 40                             | 25                             |                                |
| Парные                         | 90                             | 60                             | 40                             | 25                             | 15                             |                                |

| Одиночный матч среди первых ракеток | 80 | 60 | 40 |
| Одиночный матч среди вторых ракеток | 60 | 40 | 20 |
| Парный матч                         | 60 | 40 | 20 |

Победитель квалификации турнира Большого шлема в одиночном разряде, уступив в первом раунде основы получает 25 баллов. Проигравший в финале квалификации турнира Большого шлема в одиночном разряде — 20.

## Действующий рейтинг
Рейтинг формируется путём учёта 12 лучших результатов: суммируются 100 % очков за шесть лучших одиночных турниров и 25 % очков за шесть лучших парных турниров.
| 1  | Эмерсон Джонс      | 3227.25 |  | 2860 | 1469 |
| 2  | Вакана Сонобэ      | 3151.5  |  | 2880 | 1086 |
| 3  | Кристина Пеничкова | 2590.5  |  | 2180 | 1642 |
| 4  | Ива Йович          | 2461.75 |  | 2040 | 1687 |
| 5  | Тайра Грант        | 2411.75 |  | 1990 | 1687 |
| 6  | Елине Вандромме    | 2375.5  |  | 1980 | 1582 |
| 7  | Мика Стойсавлевич  | 2224.25 |  | 1870 | 1417 |
| 8  | Лаура Самсон       | 2183.5  |  | 1970 | 854  |
| 9  | Теодора Костович   | 2166.5  |  | 1850 | 1266 |
| 10 | Тереза Крейцова    | 1885    |  | 1550 | 1340 |

| 1  | Мес Роттгеринг     | 2458    |  | 2280 | 712  |
| 2  | Хенри Бернет       | 2439.75 |  | 2140 | 1199 |
| 3  | Максим Мрва        | 2292.75 |  | 1890 | 1611 |
| 4  | Джаггер Лич        | 1961.5  |  | 1570 | 1566 |
| 5  | Оскари Полданиус   | 1881.5  |  | 1640 | 966  |
| 6  | Ян Кумстат         | 1756    |  | 1220 | 2144 |
| 7  | Андрес Сантамарта  | 1737.25 |  | 1490 | 989  |
| 8  | Бенджамин Уиллверт | 1683    |  | 1430 | 1012 |
| 9  | Джейк Кеннеди      | 1661    |  | 1560 | 404  |
| 10 | Оливер Бондинг     | 1622.75 |  | 1280 | 1371 |

По данным на 27 января 2025 года.

## Проект Junior Exempt
C 1997 года ITF начал проводить специальную программу, направленную на повышение статуса женской части юниорского тура и помощи молодым дарованиям быстрее добиться успеха во взрослом теннисе: Top10 рейтинга по итогам года, в зависимости от своей позиции в классификации, будут получать определённое количество специальных приглашений в различного рода соревнования Женского тура ITF, куда по тем или иным причинам не смогут отобраться самостоятельно.
В 2007 году аналогичный проект создан для соревнований среди юношей. Лучшие теннисисты их рейтинга по итогам года получают дополнительные специальные приглашения на соревнования ITF Futures.